# Харчевня (Бабаєвський район)
Харчевня — присілок в Бабаєвському районі Вологодської області Росії.
Входить до складу Борисовського сільського поселення (Борисівська сільрада).
Село розташоване на правому березы рыяки Нижня Чужбойка. Відстань автодорогою до районного центру Бабаєво — 67 км, до центру муніципального утворення села Борисово-Судське по прямій — 5 км. Найближчі населені пункти — с. Заніно, с. Некрасово, с. Порошино. Станом на 2002 рік проживало 81 чоловік.